# Castrillón
Castrillón es un concejo de la comunidad autónoma del Principado de Asturias, España. Se encuentra situado en la zona costera central de Asturias, ocupando 55,34 km² de superficie. Limita al norte con el mar Cantábrico, al este con la ría de Avilés, Corvera y Avilés, al sur con Illas y Candamo y al oeste con Soto del Barco. Se puede acceder mediante la carretera N-632 y la variante de Avilés, por ferrocarril y por aire, pues el aeropuerto de Asturias está situado en este concejo. Cuenta con una población de 22 273 habitantes (INE 2020).
Su capital y localidad más poblada es Piedras Blancas, siendo Salinas un referente turístico en la costa del Principado de Asturias. Entre sus instalaciones museísticas destaca la mina de Arnao, visitable, y el complejo arqueológico de Raíces Viejo, compuesto por las ruinas del Castillo de Gauzón y del Monasterio de Santa María.

## Geografía

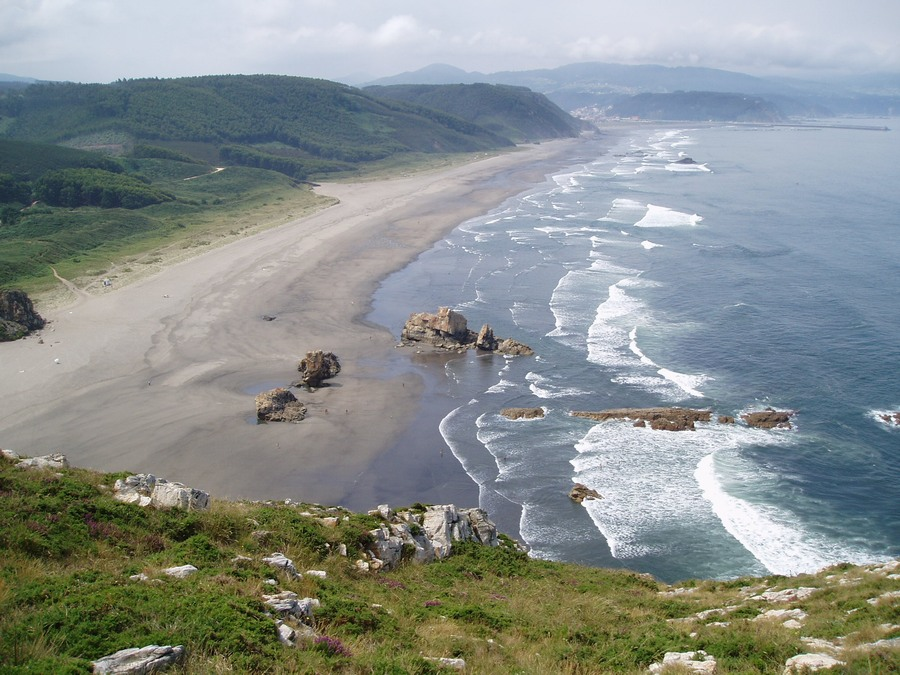
Playón de Bayas

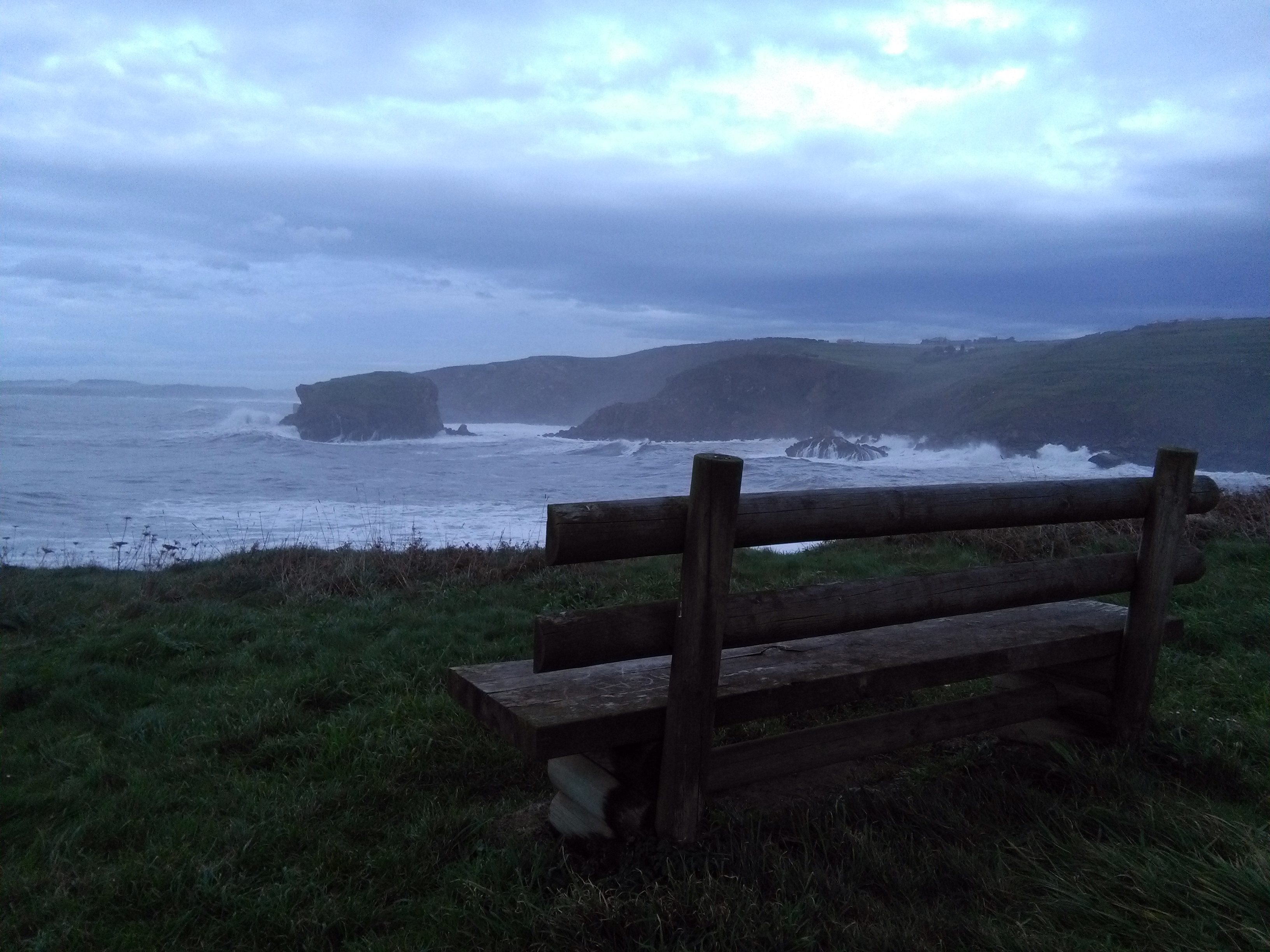
Costa de Castrillón

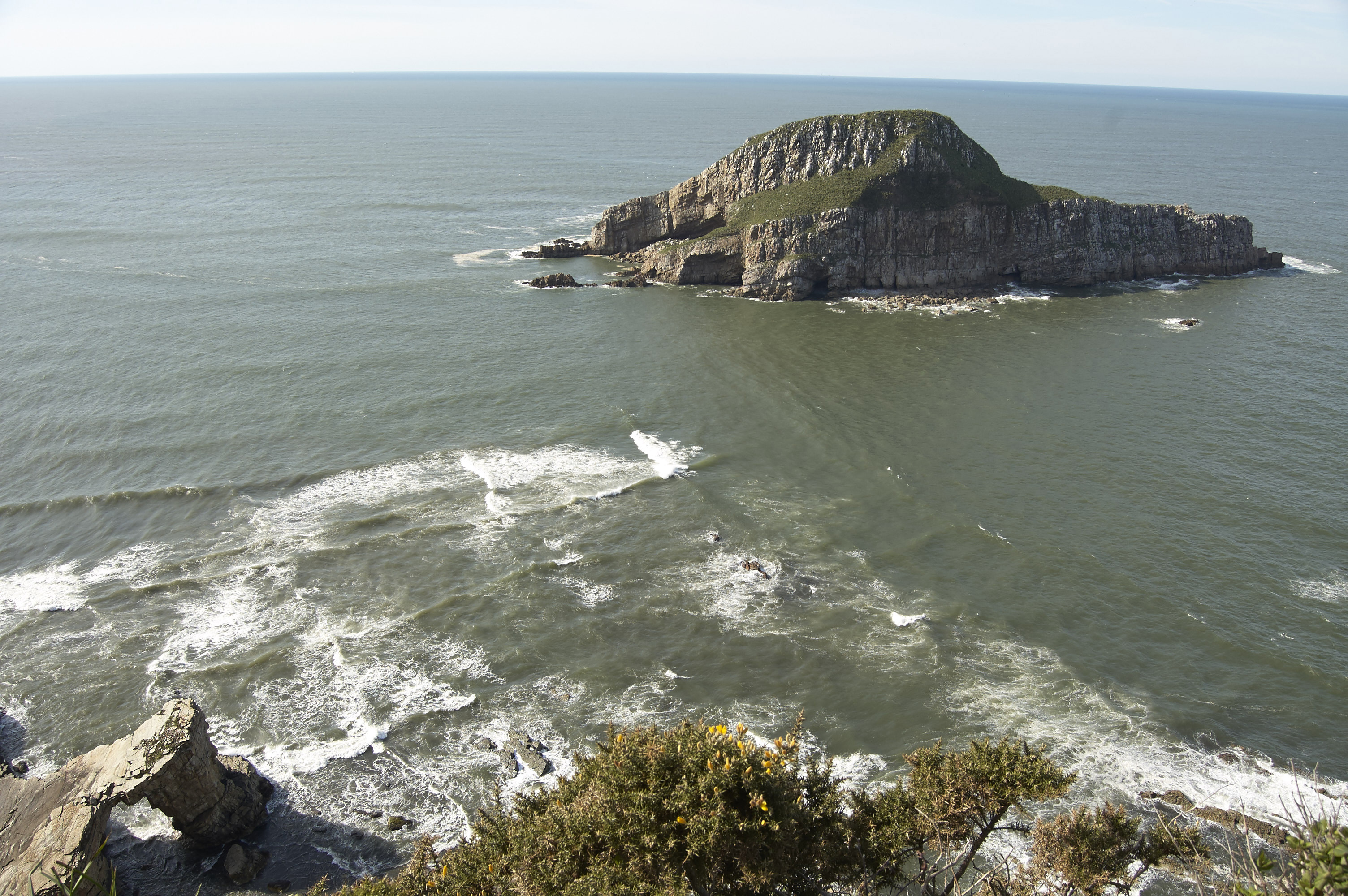
Isla de Deva

Se sitúa en la rasa costera central del Principado. Su zona septentrional la conforman diversas playas y acantilados sin altitudes destacables, aglutinando la mayor parte de la población. El interior está formado por vegas y colinas, hasta encontrar al sur del municipio la sierra de Pulide.
En lo referente a su orografía, es una de las más llanas de Asturias, sus alturas no rebasan los 100 m de altura, exceptuando el alto del Sable o de la Granda con 114 m de altitud en la zona septentrional. Va aumentando hacia la zona suroeste, hasta alcanzar su zona máxima que es el Alto del Prado del Marqués de 438 m. El resto es un paisaje con fértiles vegas bañadas por diferentes ríos: Fontaniella, la Fureria y Raíces.
Sus principales vías de comunicación son: la N-632, la A-8 y la conocida como “Y”. Está a una distancia de la capital del Principado de 35 kilómetros.
Castrillón es un concejo que está estrechamente relacionado con Avilés y en cuyo sector industrial quedó integrado, desde hace ya mucho tiempo.

### Clima
De acuerdo con la clasificación climática de Koppen, el clima de Castrillón es oceánico (Cfb).
| Parámetros climáticos promedio de observatorio del Aeropuerto de Asturias (municipio de Castrillón) (127 m s. n. m.) (Periodo de referencia: 1991-2020, extremos: 1968-presente) | Parámetros climáticos promedio de observatorio del Aeropuerto de Asturias (municipio de Castrillón) (127 m s. n. m.) (Periodo de referencia: 1991-2020, extremos: 1968-presente) | Parámetros climáticos promedio de observatorio del Aeropuerto de Asturias (municipio de Castrillón) (127 m s. n. m.) (Periodo de referencia: 1991-2020, extremos: 1968-presente) | Parámetros climáticos promedio de observatorio del Aeropuerto de Asturias (municipio de Castrillón) (127 m s. n. m.) (Periodo de referencia: 1991-2020, extremos: 1968-presente) | Parámetros climáticos promedio de observatorio del Aeropuerto de Asturias (municipio de Castrillón) (127 m s. n. m.) (Periodo de referencia: 1991-2020, extremos: 1968-presente) | Parámetros climáticos promedio de observatorio del Aeropuerto de Asturias (municipio de Castrillón) (127 m s. n. m.) (Periodo de referencia: 1991-2020, extremos: 1968-presente) | Parámetros climáticos promedio de observatorio del Aeropuerto de Asturias (municipio de Castrillón) (127 m s. n. m.) (Periodo de referencia: 1991-2020, extremos: 1968-presente) | Parámetros climáticos promedio de observatorio del Aeropuerto de Asturias (municipio de Castrillón) (127 m s. n. m.) (Periodo de referencia: 1991-2020, extremos: 1968-presente) | Parámetros climáticos promedio de observatorio del Aeropuerto de Asturias (municipio de Castrillón) (127 m s. n. m.) (Periodo de referencia: 1991-2020, extremos: 1968-presente) | Parámetros climáticos promedio de observatorio del Aeropuerto de Asturias (municipio de Castrillón) (127 m s. n. m.) (Periodo de referencia: 1991-2020, extremos: 1968-presente) | Parámetros climáticos promedio de observatorio del Aeropuerto de Asturias (municipio de Castrillón) (127 m s. n. m.) (Periodo de referencia: 1991-2020, extremos: 1968-presente) | Parámetros climáticos promedio de observatorio del Aeropuerto de Asturias (municipio de Castrillón) (127 m s. n. m.) (Periodo de referencia: 1991-2020, extremos: 1968-presente) | Parámetros climáticos promedio de observatorio del Aeropuerto de Asturias (municipio de Castrillón) (127 m s. n. m.) (Periodo de referencia: 1991-2020, extremos: 1968-presente) | Parámetros climáticos promedio de observatorio del Aeropuerto de Asturias (municipio de Castrillón) (127 m s. n. m.) (Periodo de referencia: 1991-2020, extremos: 1968-presente) |
| Mes | Ene. | Feb. | Mar. | Abr. | May. | Jun. | Jul. | Ago. | Sep. | Oct. | Nov. | Dic. | Anual |
| --- | --- | --- | --- | --- | --- | --- | --- | --- | --- | --- | --- | --- | --- |
| Temp. máx. abs. (°C) | 23.5 | 24.3 | 26.7 | 28.6 | 33.6 | 36.0 | 33.0 | 33.0 | 36.0 | 32.2 | 26.1 | 25.6 | 36.0 |
| Temp. máx. media (°C) | 13.1 | 13.2 | 14.7 | 15.6 | 17.7 | 19.9 | 21.7 | 22.7 | 21.2 | 19.0 | 15.4 | 13.7 | 17.3 |
| Temp. media (°C) | 9.6 | 9.5 | 10.9 | 11.8 | 14.0 | 16.5 | 18.5 | 19.1 | 17.5 | 15.3 | 11.9 | 10.2 | 13.7 |
| Temp. mín. media (°C) | 6.1 | 5.8 | 7.0 | 8.0 | 10.3 | 13.1 | 15.2 | 15.6 | 13.9 | 11.5 | 8.5 | 6.6 | 10.1 |
| Temp. mín. abs. (°C) | -3.0 | -2.6 | -2.4 | -0.6 | 2.0 | 5.6 | 8.0 | 8.4 | 6.5 | 3.0 | -0.8 | -3.0 | -3.0 |
| Precipitación total (mm) | 114 | 88 | 88 | 90 | 74 | 58 | 44 | 64 | 76 | 116 | 144 | 125 | 1082 |
| Días de precipitaciones (≥ 1 mm) | 13.3 | 10.8 | 10.9 | 12.3 | 11.0 | 8.4 | 7.1 | 7.6 | 8.7 | 11.3 | 13.8 | 13.1 | 128.7 |
| Días de nevadas (≥ 0.01 mm) | 0.1 | 0.4 | 0.0 | 0.0 | 0.0 | 0.0 | 0.0 | 0.0 | 0.0 | 0.0 | 0.0 | 0.1 | 0.6 |
| Horas de sol | 93 | 110 | 143 | 156 | 174 | 159 | 170 | 186 | 171 | 133 | 93 | 90 | 1680 |
| Humedad relativa (%) | 76 | 74 | 76 | 77 | 80 | 81 | 81 | 80 | 80 | 80 | 79 | 76 | 78 |
| Fuente: Agencia Estatal de Meteorología | | | | | | | | | | | | | |

Los récords climatológicos más destacados registrados en el observatorio del Aeropuerto de Asturias desde 1968 son los siguientes: La temperatura máxima absoluta de 36 °C registrada el 7 de septiembre de 1988, la temperatura mínima absoluta de -3 °C registrada el 9 de diciembre de 1980, la precipitación máxima en un día de 129.1 mm el 22 de septiembre de 2001, y la máxima racha de viento de 148 km/h registrada el 14 de febrero de 2007.

## Historia

### Prehistoria y Edad Antigua

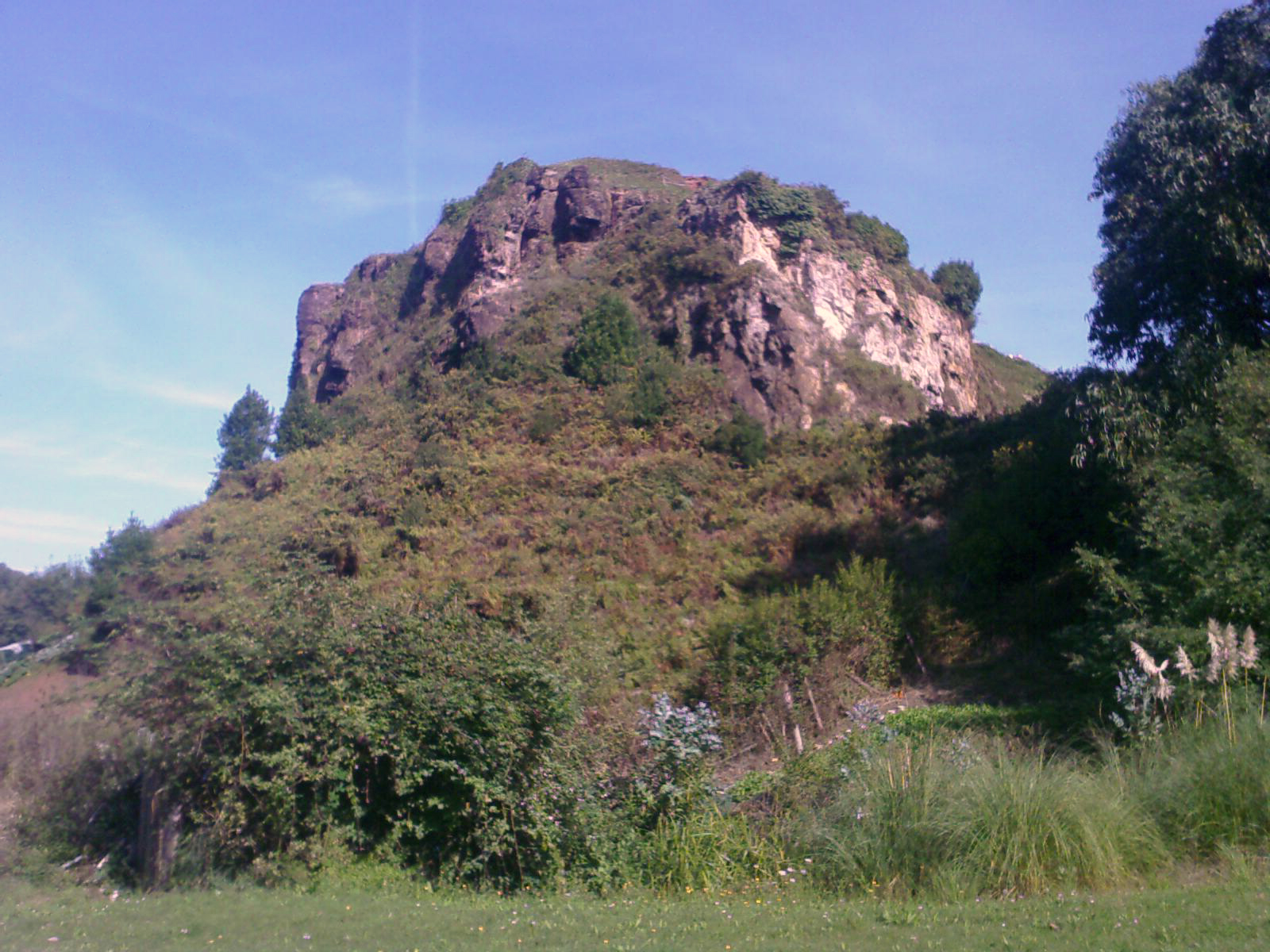
Castillo de Gauzón

Existen evidencias de presencia humana en el concejo desde tiempos prehistóricos, lo cual demuestran diversos útiles encontrados en Pinos Altos y las Arribas. Así mismo, existe una cueva del Paleolítico superior, la "Cueva'l Güesu", en Pillarno y se ha constatado la existencia de dos castros, el de "L'Armada" y "L'Escayu" situados en las inmediaciones de La Plata y en Naveces respectivamente.
La época castreña está bien marcada en este concejo, así hay dos emplazamientos el de La Armada y el de Peña Castiello. En este se encuentran restos de monedas, brazaletes, etc. Por su envergadura acabaría dando nombre al concejo. También hay otros restos de la época castrense, nombraremos los de L´Escayu y el de La Peñona de la "cueva'l Güesu".
Del periodo de la dominación romana o romanización, no hay muchos datos, contando con varios fragmentos de terra sigillata procedentes del yacimiento del Castillo de Gauzón, en el peñón de Raíces, cuyas excavaciones de los años 70 no fueron muy fiables.

### Edades Media y Moderna
El municipio adquiría especial relevancia en la Alta Edad Media cuando en el Peñón de Raíces se levantó el castillo de Gauzón en -al menos- el siglo VII para proteger la entrada de la ría. En este lugar, se levantó el taller de orfebrería más importante que hubo en Asturias, siendo fabricada la Cruz de la Victoria, elaborada en el año 908, emblema de la monarquía asturiana y aún hoy símbolo para los habitantes de esta región. La Cruz de la Victoria tiene una inscripción que le recorre los brazos por el reverso que dice: “EL OPERATUM EST IN CASTELLO GAUZON”.
En esta época no tenemos datos que nos hablen en sí de este concejo, ya que pertenecía al territorio de Gauzón que se extendió entre las demarcaciones pravianas y gijonesas. Durante esta época, la comarca era rica en recursos de agricultura y ganadería. La iglesia de Oviedo tenía interés sobre estas tierras sobre todo el monasterio de San Vicente. Algo que también hay que destacar es la influencia de la nobleza, así el conde Gonzalo Peláez que estaba en el castillo de Gozón tenía gran poder sobre estas tierras. Sus rebeldías hicieron que las tropas reales tomaran el castillo como modo de solucionar el problema. Este castillo y otros más quedaron bajo el poder real y más tarde Alfonso XI, los entregaría en señal de arras a su esposa doña Berenguela.
Al pie del Peñón de Raíces están casi escondidos en el caserío, vestigios del antiguo crematorio franciscano de Santa María, más tarde Monasterio de la Merced. Pueden verse empotrados entre los muros, una arcada románica con columnillas, dos puertas coronadas en arco, algunos lienzos de muro, varios escudos, así como la espadaña del templo. Estos monasterios, daban fe del paso por sus proximidades del Camino de Santiago del Norte, aunque la ruta discurre atravesando el concejo por una ruta interior, prácticamente desconocida del arroyo de La Plata, que llega hasta el Monasterio y posterior Iglesia de San Miguel de Quiloño.
Durante los primeros siglos medievales, según su base documental en el siglo X, Castrillón formaba parte del Alfoz de Gauzón. De ahí es de donde proviene el primer escudo heráldico que tuvo el concejo. Sin embargo, en 1309 Fernando IV otorga a Avilés por alfoz dichos territorios iniciándose una estrecha relación que perdurará durante siglos. Sólo la llegada de las ideas liberales en la Edad Moderna permitirá a los castrillonenses lograr su independencia administrativa.

### Edad Contemporánea

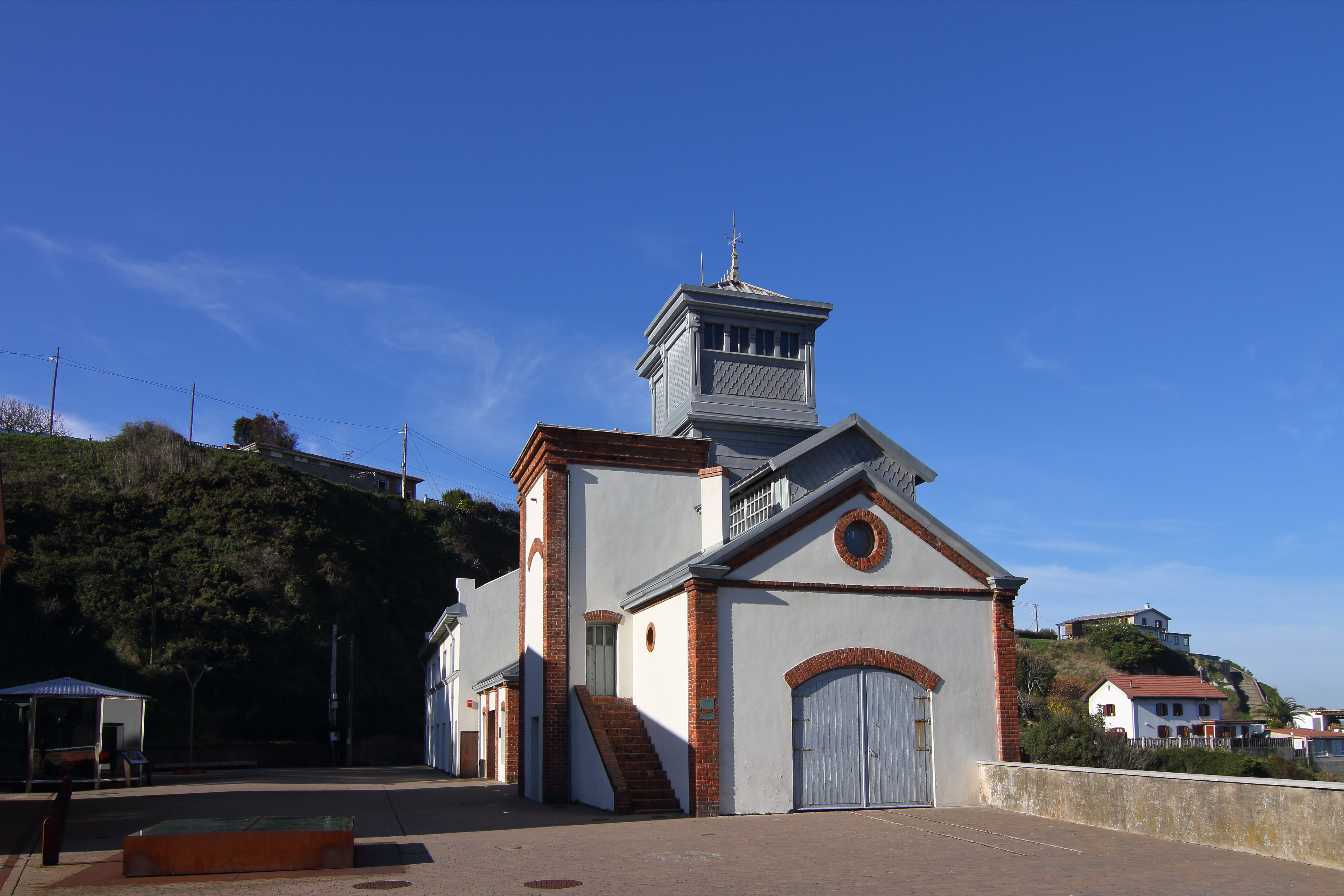
Museo minero de Arnao

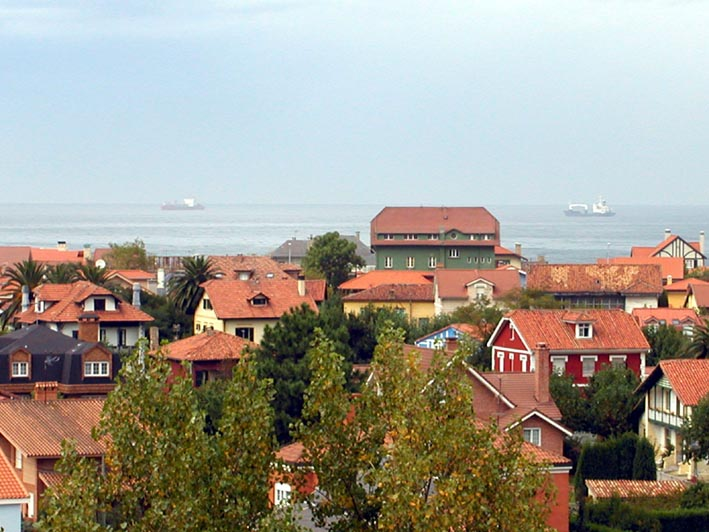
Salinas

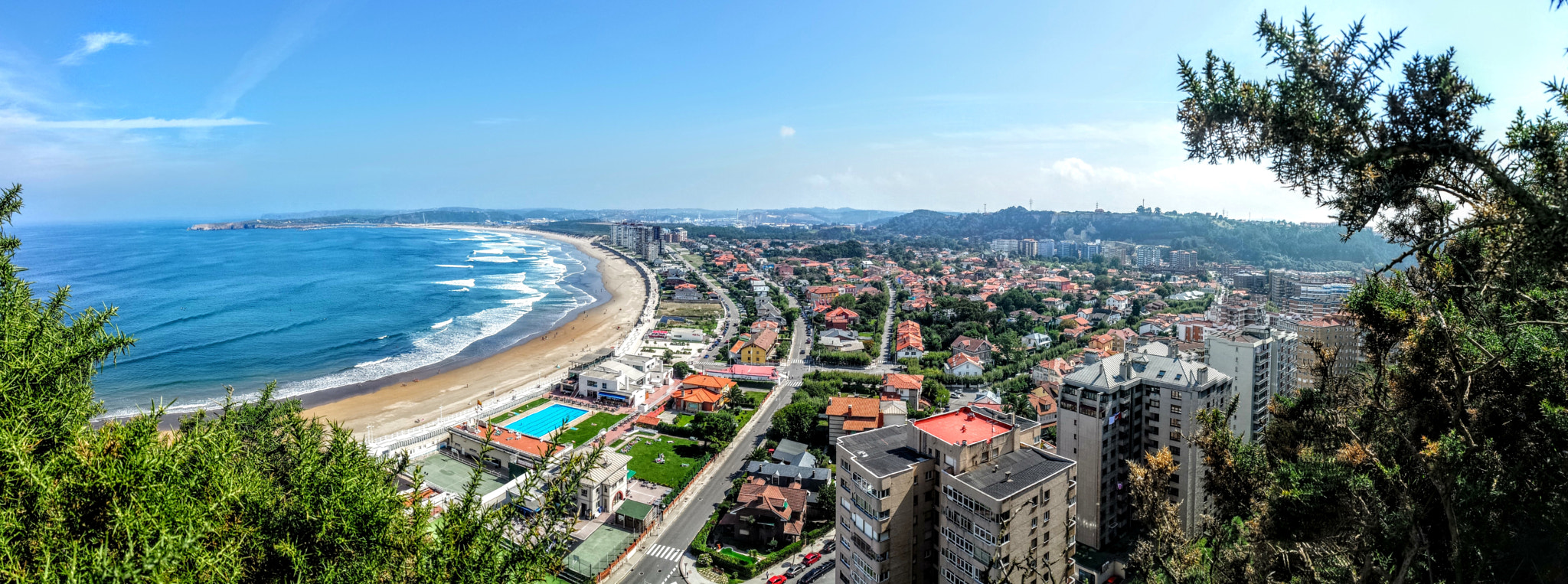
Panorámica de Salinas

En el siglo XIX es cuando este concejo sufre grandes transformaciones, así en 1816 Castrillón e Illas, intentan separarse de la jurisdicción de la villa de Avilés, cosa que lograron después de unos años y gracias a las ideas liberales de la época, alcanzando su independencia administrativa. Este siglo traería consigo una revolución en el municipio con el asentamiento de la Real Compañía Asturiana de Minas en el poblado de Arnao. Tras el cierre de la mina en 1915, la actividad se traslada a San Juan de Nieva, donde la Asturiana de Zinc, actual sucesora de la Real Compañía, tiene hoy en día una de las mayores fábricas de zinc del mundo.
Destaca en la década de los 30 del siglo XIX que la mina tuvo el primer ferrocarril de España.
En el siglo XX, hay una gran transformación industrial y económica pero destaca el cambio social producido. Se crea el poblado de Arnao, con la construcción de viviendas jerarquizadas según el cargo que ocupara cada persona, y con hospitales, economatos y escuelas. También se convierte en el destino veraniego de la burguesía avilesina y asturiana. A mediados del siglo XX se crea Ensidesa, que atraerá gran cantidad de mano de obra de Castrillon. En Arnao, la Real Compañía Asturiana de Minas crea una filial que será Asturiana de Zinc, todo esto trajo una época de gran crecimiento hasta la década de 1970 en la que empieza a marcarse la crisis, aun así Castrillon seguirá manteniendo su crecimiento debido al turismo y a las segundas viviendas de veraneo debido a su calidad medioambiental.

## Demografía
Castrillón cuenta con una población de 22 124 habitantes (INE 2024).
| Gráfica de evolución demográfica de Castrillón entre 1842 y 2021                                                    |
| |
| Población de derecho según los censos de población del INE Población de hecho según los censos de población del INE |

Su capital es Piedras Blancas. Sus núcleos más importantes por número de habitantes son: su capital Piedras Blancas, Salinas, destino de numerosos veraneantes, y Raíces Nuevo.
El crecimiento registrado por el municipio durante las últimas décadas ha sido importante, pasando de los 8090 habitantes en 1950 a los 22 855 que mostraba el censo de 2006. Este fenómeno se debe fundamentalmente a dos factores. Por un lado la instalación de numerosas industrias como Cristalería Española, Asturiana de Zinc o Ensidesa en las inmediaciones. Y por otro, el minúsculo tamaño del vecino municipio de Avilés, que hace que muchos avilesinos se establezcan en Castrillón atraídos por precios más bajos o la mayor oferta de viviendas unifamiliares.
La figura de las personas indianas sí es conocida para este concejo ya que parte del crecimiento de los últimos años, se debe a la llegada de un gran número de emigrantes de edad adulta, lo que ha traído una gran tasa de natalidad, haciendo esto que Castrillón sea uno de los concejos con más población joven de Asturias.
Actualmente, la población sigue experimentando una leve tendencia al alza.

## Economía

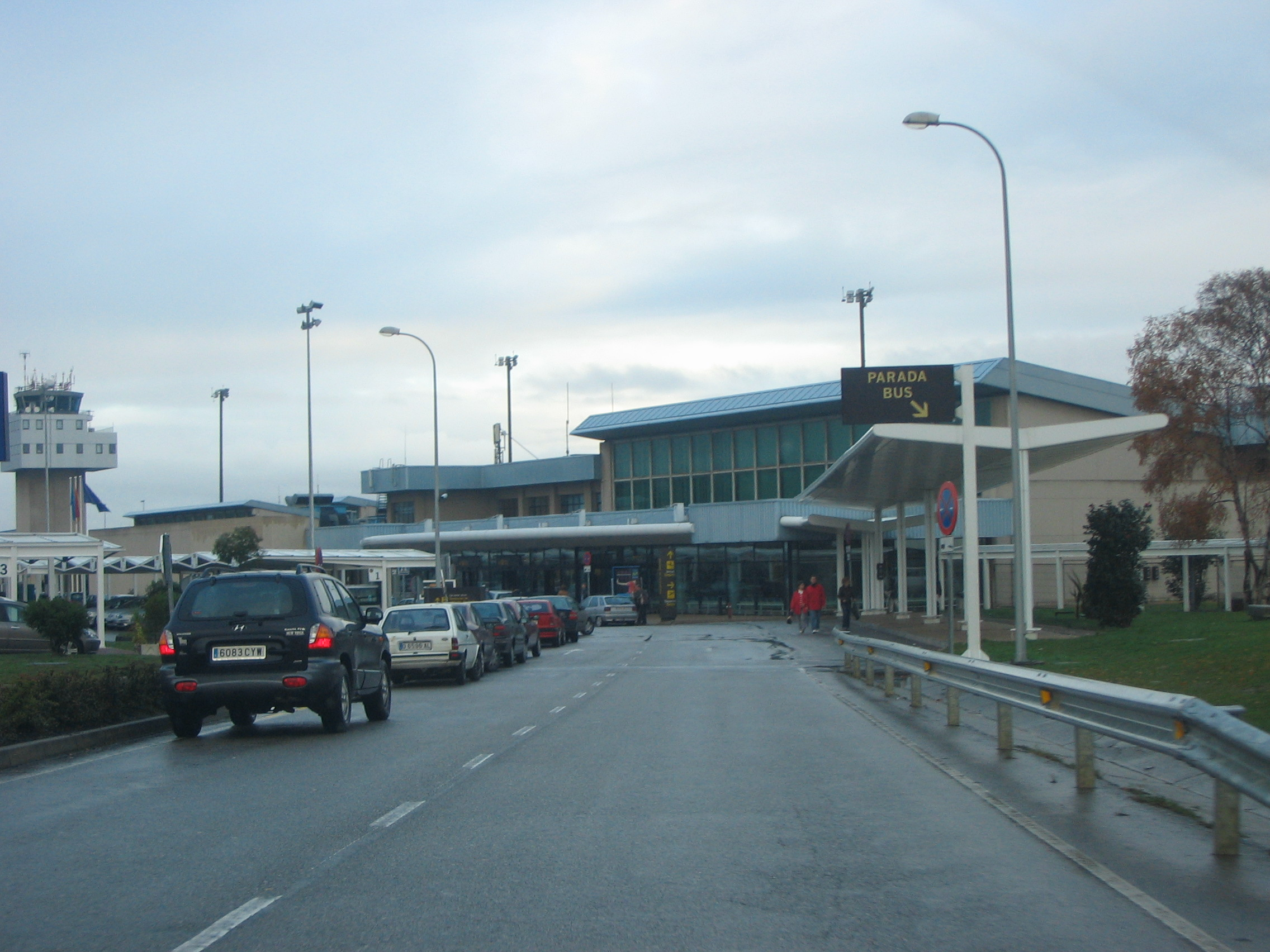
Entrada al Aeropuerto de Asturias, en Santiago del Monte

El principal motor económico del concejo de Castrillón es la industria, en especial la producción y transformación de metales, actividad que concentra la mitad de los empleos. En este sentido, la empresa más importante es Asturiana de Zinc. En los últimos años, el sector que más ha destacado en su evolución es el sector servicios, fundamentalmente la construcción de vías de comunicación.

## Comunicaciones
Por carretera las rutas más importantes del concejo son la N-632 (ruta E-70) y la autovía del Cantábrico A-8. En los terrenos del concejo, concretamente en la parroquia de Santiago del Monte, se encuentra el Aeropuerto de Asturias.
En cuanto al transporte ferroviario, Castrillón cuenta con apeaderos en Raíces, Salinas, Piedras Blancas, Vegarrozadas y Santiago del Monte, en los que opera la línea C-4 en ancho métrico de Renfe Cercanías AM. Asimismo, la localidad de San Juan de Nieva está conectada con Oviedo y Llamaquique gracias al servicio en ancho ibérico de Renfe Cercanías, con la línea C-3.

## Administración y política

### Gobierno municipal
En el concejo de Castrillón, desde 1979, han conseguido la alcaldía los tres partidos españoles mayoritarios: PSOE, PP e IU.
Cabe destacar que Castrillón no se ha caracterizado por grandes mayorías absolutas, sino que se han dado frecuentemente gobiernos en minoría, o bien pactos entre varias fuerzas políticas.
Así, en la primera legislatura, 1979-1983, un pacto entre el PSOE y el entonces PCA, dio la alcaldía al socialista Rogelio Alonso Rodríguez, quien en la legislatura 1983-1987, conseguiría para el PSOE la única mayoría absoluta en la historia democrática del municipio. En la tercera legislatura (1987-1991), el PSOE fue la lista más votada y logró investir a Ricardo Ulpiano Álvarez González como alcalde, si bien, se vio obligado a gobernar en minoría al negarse IU a llegar a algún tipo de acuerdo de gobierno, lo que representó el primer desencuentro de muchos entre socialistas y la coalición.
En 1991, las relaciones entre ambos partidos volvieron a ser cordiales, lo que motivó un pacto de gobierno que aupó al socialista Luis Ferro Castaño a la alcaldía. Pero la cordialidad duró poco, y tras las elecciones de 1995, donde el PP consigue por primera vez ser la fuerza más votada, Izquierda Unida se niega a apoyar al cabeza de lista socialista y permite un gobierno en minoría del centro - derecha, lo que hace que José María León Pérez se convierta en alcalde.
Sin embargo, la falta de entendimiento entre el PSOE e IU duró poco. Así, en octubre de 1996, ambos partidos alcanzan un acuerdo de gobierno y presentan una moción de censura al popular José María León, aupando a la alcaldía al socialista Francisco Arias García.
Tras las elecciones de 1999, rotas de nuevo las relaciones entre PSOE e IU, José María León Pérez consigue nuevamente ser investido alcalde por el PP, y esta vez, consigue agotar la legislatura (1999-2003) con un gobierno en minoría, al negarse el PSOE a apoyar al candidato de IU, que resultó ser la segunda fuerza política del municipio. Las elecciones de 2003 arrojan un resultado idéntico a las de 1999, y esta vez el PSOE si apoya a la candidata de IU, Ángela Rosa Vallina de la Noval que se convierte en la primera alcaldesa del concejo.
Pero de nuevo, Castrillón asiste al que ya sería el enésimo desencuentro entre IU y PSOE. Así, en septiembre de 2004, el Partido Popular presenta una moción de censura contra la alcaldesa Ángela Vallina, apoyada por cuatro concejales del PSOE, entre ellos el exalcalde Francisco Arias, que les cuesta la expulsión de su partido, pero que lleva de nuevo a la alcaldía a José María León, que gobierna hasta 2007.
Y por enésima vez, tras las elecciones de mayo de 2007, Castrillón asiste a la enésima reconciliación de las dos fuerzas políticas de izquierdas que sellan un acuerdo de gobierno y logran investir, de nuevo, a Ángela Vallina (IU) como alcaldesa.
El último desencuentro entre socialistas e IU se produce en enero de 2011, cuando la alcaldesa retira a los cinco concejales del PSOE sus delegaciones, lo que motiva que estos abandonen el gobierno. Sin embargo, Ángela Vallina consigue finalizar la legislatura sin mayores problemas y logra, en las elecciones de 2011, ser la fuerza más votada en Castrillón, merced al descalabro del PSOE y a la irrupción de la nueva fuerza de centro-derecha Foro Asturias. Desde junio de 2011, Ángela Vallina fue alcaldesa de Castrillón con un gobierno en minoría, sin haber alcanzado ningún pacto de gobierno con otra fuerza política.
En las elecciones europeas de 2014, Ángela Vallina obtiene el cargo de eurodiputada por lo que se ve obligada a renunciar a la alcaldía. En sustitución de Vallina, el 14 de junio de 2014 accede al puesto como alcaldesa Yasmina Triguero Estévez (IU) quien renueva el cargo tras las elecciones municipales celebradas el 24 de mayo de 2015, y otra vez más en 2019, en el primer gobierno tripartito del municipio. El 28 de mayo de 2023 se celebran nuevos comicios locales en los que el PP logra 9 de los 21 concejales. Jesús Eloy Alonso Prieto es elegido nuevo regidor de Castrillón con los votos de los 9 concejales del PP y el apoyo de los dos concejales de Vox.
| Periodo   | Nombre                           | Partido | Partido                                    |
| --------- | -------------------------------- | ------- | ------------------------------------------ |
| 1979-1987 | Rogelio Alonso Rodríguez         |         | Federación Socialista Asturiana (FSA-PSOE) |
| 1987-1991 | Ricardo Ulpiano Álvarez González |         | Federación Socialista Asturiana (FSA-PSOE) |
| 1991-1995 | Luis Ferro Castaño               |         | Federación Socialista Asturiana (FSA-PSOE) |
| 1995-1996 | José María León Pérez            |         | Partido Popular (PP)                       |
| 1996-1999 | Francisco Arias García           |         | Federación Socialista Asturiana (FSA-PSOE) |
| 1999-2003 | José María León Pérez            |         | Partido Popular (PP)                       |
| 2003-2004 | Ángela Rosa Vallina de la Noval  |         | Izquierda Unida (IU)                       |
| 2004-2007 | José María León Pérez            |         | Partido Popular (PP)                       |
| 2007-2014 | Ángela Rosa Vallina de la Noval  |         | Izquierda Unida (IU)                       |
| 2014-2023 | Yasmina Triguero Estévez         |         | Izquierda Unida (IU)                       |
| 2023-act. | Jesús Eloy Alonso Prieto         |         | Partido Popular (PP)                       |

| Partido político    | Partido político                                                    | 1979   | 1983   | 1987   | 1991   | 1995   | 1999   | 2003   | 2007   | 2011   | 2015   | 2019   | 2023   |
| Partido político    | Partido político                                                    | Ediles | Ediles | Ediles | Ediles | Ediles | Ediles | Ediles | Ediles | Ediles | Ediles | Ediles | Ediles |
|                     | Partido Popular (PP)                                                | 1      | 6      | 6      | 6      | 10     | 9      | 9      | 9      | 6      | 6      | 7      | 9      |
|                     | Izquierda Unida (IU)-Bloque por Asturies (BA)                       | 3      | 2      | 4      | 5      | 5      | 6      | 6      | 7      | 8      | 8      | 5      | 5      |
|                     | Federación Socialista Asturiana (FSA-PSOE)                          | 6      | 9      | 7      | 8      | 6      | 6      | 6      | 5      | 3      | 3      | 5      | 5      |
|                     | Castrillón Sí Puede (CSP)                                           | —      | —      | —      | —      | —      | —      | —      | —      | —      | 2      | 1      | —      |
|                     | Ciudadanos (CS)                                                     | —      | —      | —      | —      | —      | —      | —      | —      | —      | 1      | 2      | —      |
|                     | Foro Asturias (FAC)                                                 | —      | —      | —      | —      | —      | —      | —      | —      | 4      | 1      | —      | —      |
|                     | Unión de Centro Democrático (UCD)-Centro Democrático y Social (CDS) | 2      | —      | 4      | —      | —      | —      | —      | —      | —      | —      | —      | —      |
|                     | Vox                                                                 | —      | —      | —      | —      | —      | —      | —      | —      | —      | —      | 1      | 2      |
|                     | Independientes                                                      | 3      | —      | —      | —      | —      | —      | —      | —      | —      | —      | —      | —      |
| Total de concejales | Total de concejales                                                 | 17     | 17     | 21     | 21     | 21     | 21     | 21     | 21     | 21     | 21     | 21     | 21     |

### Organización territorial
El concejo de Castrillón está dividido en 8 parroquias:
- Bayas
- Laspra
- Naveces
- Pillarno
- Quiloño
- Salinas
- Santa María del Mar
- Santiago del Monte

No obstante, hay 7 localidades— 6 lugares (Coto Carcedo, La Cruz de Illas, La Laguna, Miranda, Raíces Nuevo y San Juan de Nieva) y un pueblo (San Cristóbal)— que no pertenecen a ninguna parroquia.

## Cultura

### Patrimonio

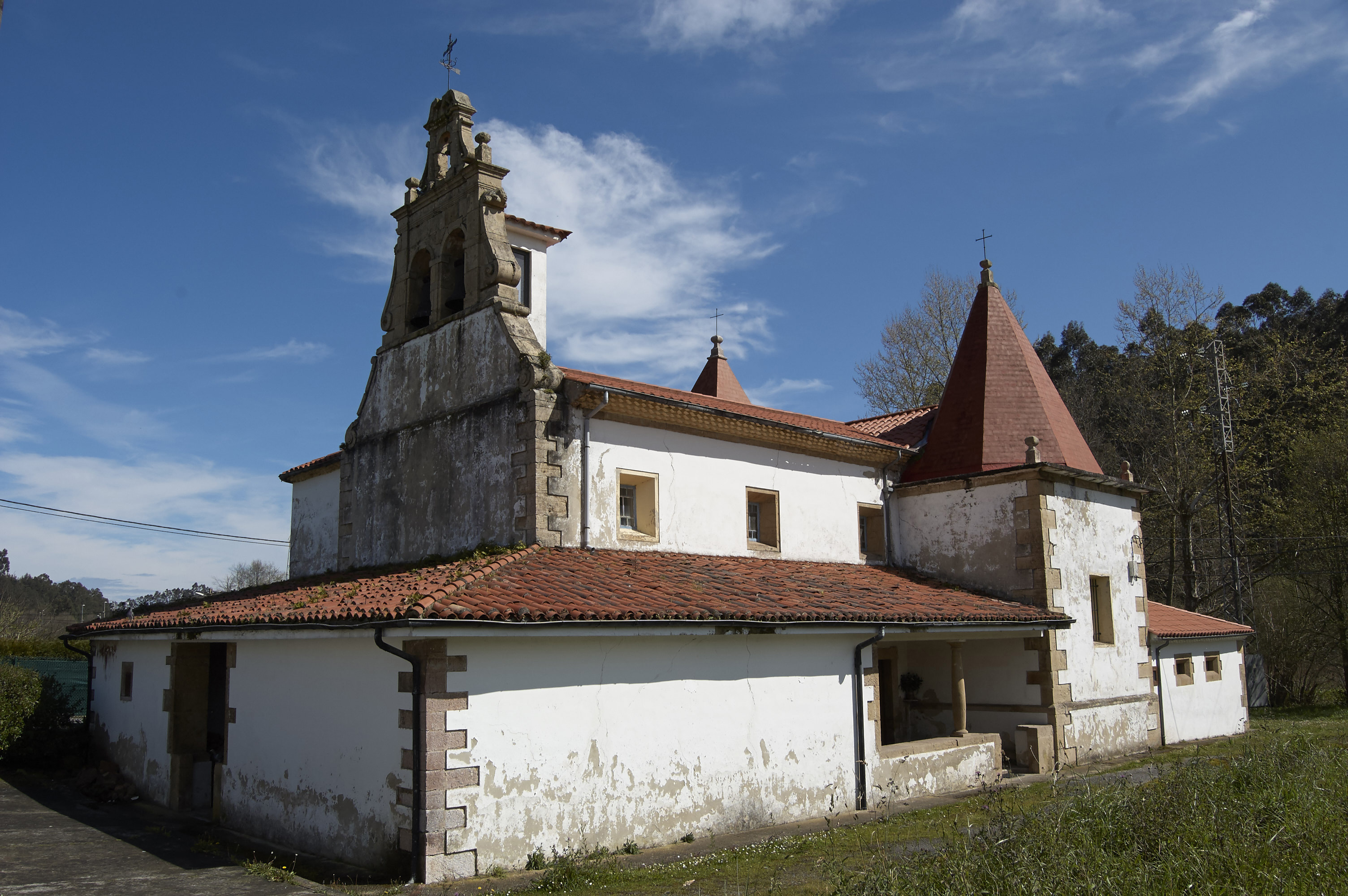
Parroquia de San Miguel de Quiloño

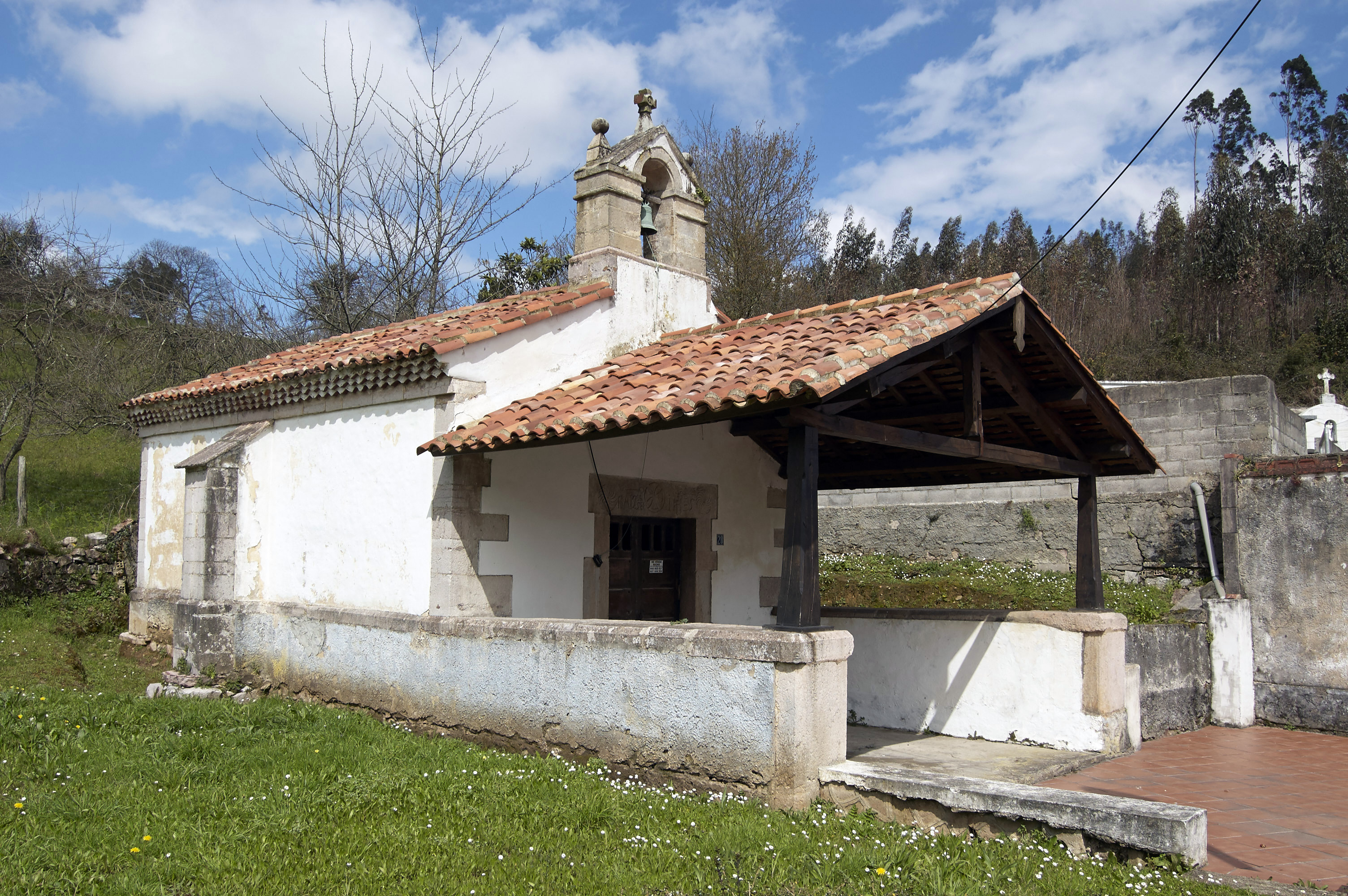
Capilla de San Pedro

Castrillón tiene un gran legado patrimonial con un amplio repertorio de arquitectura industrial, civil y religiosa. Destacan:
- La iglesia de San Miguel de Quiloño (antes monasterio de época de Alfonso III), donde figura la referencia en una lápida respecto al recorrido del Camino de Santiago (Sancti Iacobi), en siglo IX.
- El castillo de Gauzón, fortaleza de la monarquía asturiana situada en el Peñón de Raíces y cabeza del Alfoz de Gauzón.
- El templo de San Martín de Laspra, su origen es de la época de Alfonso III. El templo actual es el resultado de la reforma del siglo XVIII. Es de una sola nave, con bóveda de arista, dos capillas a cada lado y ábside. Su torre es de planta cuadrada y dos pisos. El primer piso llega hasta la altura de la nave central, con tres amplios arcos. El segundo piso se estrecha un poco, es donde está el campanario. Acaba en una cúpula de ocho paños que está rematada en una bola y cruz de hierro. Su retablo mayor es del siglo XVIII, de estilo barroco y consagrado a San Martín, es de un piso y tres calles con ático semicircular.
- La iglesia de Nuestra Señora del Carmen en Salinas, de mediados del siglo XX, custodia en su interior un gran repertorio de retablos barrocos.
- Hay que destacar la arquitectura que derivó de la llegada de la Real Compañía Asturiana de Minas a Arnao. La Reina María Cristina de Borbón autorizó a poner el escudo de Armas Reales en todos sus edificios, gozando de sus exenciones y teniendo sus prerrogativas.

Dentro del conjunto minero de Arnao destaca el poblado, incluido en el Inventario de Patrimonio Cultural de Asturias y organizado de manera jerárquica. De sus instalaciones productivas es sobresaliente el castillete, declarado Bien de Interés Cultural e integrado en el Plan Nacional de Patrimonio Industrial.
- La Casona de Dirección es el edificio residencial de mayor envergadura, con vistas al mar y dispuesto sobre la fábrica y el poblado. Formado por dos bloques rectangulares unidos por un corredor, el primero es de tres pisos con tejado a dos aguas. Sobre la puerta hay un balcón con balaustrada de zinc y, sobre él, las tres ventanas del ático rematadas con dintel. La ventana de este cuerpo se remata con arco de medio punto. En un lateral hay un cuerpo estrecho rematado por una terraza. El bloque posterior es de 1903, es más modesto en estructura, ya que sólo aparece una galería de madera. Entre los dos edificios se halla un patio central y el corredor que los comunica.
- Las escuelas del Ave María de Arnao fueron inauguradas en 1913. Es un solo edificio compuesto de un cuerpo central de residencia y dos aulas laterales. Todos ellos cuentan con amplios ventanales, que dan gran luminosidad al interior. En el patio trasero se disponen murales sumergibles empleados para la enseñanza de diferentes materias como la religión, la historia y la geografía, según los preceptos de las escuelas manjonianas.

Destacan en Salinas, una serie de construcciones:
- La Colonia Escolar de Salinas. De decoración modernista, concentrada en torno a los vanos y el ático.
- Las escuelas de Raíces Viejo, construidas con las aportaciones de indianos. Es de planta rectangular con dos pisos en el central y un piso en los cuerpos laterales. El edificio se erigió con ladrillo visto.
- En Piedrasblancas también hay ejemplos de arquitectura de los primeros años del siglo XX, como las Escuelas Nacionales de Niños y Niñas, de 1904 (hoy Colegio Público Infanta Leonor) y el Ayuntamiento viejo.

### Mercado
| Mercado                                         | Fecha               | Lugar           |
| ----------------------------------------------- | ------------------- | --------------- |
| Mercado Semanal de Abastos                      | Todos los miércoles | Piedras Blancas |
| Feria Comarcal del Campo                        | -                   | Castrillón      |
| Feria de abril                                  | Abril               | Castrillón      |
| Feria de San Isidro                             | Abril               | Naveces         |
| Exposición de ganado en la fiesta de San Isidro | Mayo                | Piedras Blancas |
| Festival del Campo en la fiesta de San Isidro   | Mayo                | Piedras Blancas |

### Jornadas gastronómicas
| Jornada                             | Fecha      | Lugar        |
| ----------------------------------- | ---------- | ------------ |
| Jornadas Gastronómicas del Bacalao  | Marzo      | Salinas      |
| Jornadas Gastronómicas del Oricio   | Primavera  | Las Bárzanas |
| Jornadas Gastronómicas del Mejillón | Primavera  | Las Bárzanas |
| Festival de la Tapa                 | Septiembre | Castrillón   |

### Fiestas locales
| Fiesta                        | Fecha                                              | Lugar               |
| ----------------------------- | -------------------------------------------------- | ------------------- |
| Arnao                         | Junio                                              | Arnao               |
| Las Bárzanas                  | Finales de mayo                                    | Las Bárzanas        |
| Raíces Nuevo                  | Junio                                              | Raíces Nuevo        |
| Pillarno                      | Junio                                              | Pillarno            |
| San Juan de Nieva             | Junio                                              | San Juan de Nieva   |
| La Braña                      | Junio                                              | La Braña            |
| Jira a Pulide                 | Finales de junio                                   | Pulide              |
| Piedras Blancas               | Primer fin de semana de julio (Incluyendo viernes) | Piedras Blancas     |
| Jira al Parque de la Libertad | El día de Castrillón                               | Castrillón          |
| Día de Castrillón             | Lunes siguiente al primer domingo de julio         | Castrillón          |
| San Martín de Laspra          | Julio                                              | Castrillón          |
| San Miguel de Quiloño         | Julio                                              | Castrillón          |
| Santiago del Monte            | Julio                                              | Castrillón          |
| Bayas                         | Julio                                              | Castrillón          |
| Salinas                       | Agosto                                             | Salinas             |
| Santa María del Mar           | Agosto                                             | Santa María del Mar |
| Naveces                       | Agosto                                             | Naveces             |
| Peregrinación a San Adriano   | Día de Asturias                                    | Castrillón          |
| Vegarrozadas                  | Septiembre                                         | Castrillón          |